# خط طول 49° شرق
خط طول 49° شرق هو أحد خطوط الطول الجغرافية، والتي تمتد من القطب الشمالي الجغرافي إلى القطب الجنوبي الجغرافي، وحسب التحويل الزمني يتقدم خط طول 49° شرق عن خط غرينتش بـ3 ساعات و16 دقيقة.

## من القطب إلى القطب
ينطلق خط طول 49° شرق من القطب الشمالي نحو القطب الجنوبي مرورا بالمناطق التي ترد في الجدول التالي:
| الإحداثيات                         | البلد أو الإقليم أو البحر | ملاحظات                                                                                              |
| ---------------------------------- | ------------------------- | --- |
| 90°0′N 49°0′E / 90.000°N 49.000°E  | المحيط المتجمد الشمالي    | |
| 80°31′N 49°0′E / 80.517°N 49.000°E | روسيا                     | Island of زيمليا جورجا, أرخبيل فرنسوا جوزيف                                                          |
| 80°22′N 49°0′E / 80.367°N 49.000°E | بحر بارنتس                | Nightingale Channel                                                                                  |
| 80°12′N 49°0′E / 80.200°N 49.000°E | روسيا                     | Island of زيمليا جورجا, أرخبيل فرنسوا جوزيف                                                          |
| 80°10′N 49°0′E / 80.167°N 49.000°E | بحر بارنتس                | |
| 69°30′N 49°0′E / 69.500°N 49.000°E | روسيا                     | جزيرة كولغوييف island                                                                                |
| 68°44′N 49°0′E / 68.733°N 49.000°E | بحر بارنتس                | |
| 67°50′N 49°0′E / 67.833°N 49.000°E | روسيا                     | Passing just west of قازان                                                                           |
| 50°43′N 49°0′E / 50.717°N 49.000°E | كازاخستان                 | |
| 46°25′N 49°0′E / 46.417°N 49.000°E | روسيا                     | |
| 46°8′N 49°0′E / 46.133°N 49.000°E  | بحر قزوين                 | |
| 41°27′N 49°0′E / 41.450°N 49.000°E | أذربيجان                  | |
| 39°11′N 49°0′E / 39.183°N 49.000°E | بحر قزوين                 | |
| 37°44′N 49°0′E / 37.733°N 49.000°E | إيران                     | |
| 30°20′N 49°0′E / 30.333°N 49.000°E | الخليج العربي             | |
| 27°36′N 49°0′E / 27.600°N 49.000°E | السعودية                  | |
| 18°29′N 49°0′E / 18.483°N 49.000°E | اليمن                     | |
| 14°19′N 49°0′E / 14.317°N 49.000°E | المحيط الهندي             | خليج عدن                                                                                             |
| 11°15′N 49°0′E / 11.250°N 49.000°E | الصومال                   | |
| 6°4′N 49°0′E / 6.067°N 49.000°E    | المحيط الهندي             | |
| 12°19′S 49°0′E / 12.317°S 49.000°E | مدغشقر                    | |
| 19°14′S 49°0′E / 19.233°S 49.000°E | المحيط الهندي             | |
| 60°0′S 49°0′E / 60.000°S 49.000°E  | المحيط الجنوبي            | Passing just east of White Island, القارة القطبية الجنوبية                                           |
| 66°54′S 49°0′E / 66.900°S 49.000°E | القارة القطبية الجنوبية   | الإقليم الأسترالي في القارة القطبية الجنوبية, المطالب الإقليمية بالقارة القطبية الجنوبية by أستراليا |